# Eumolpe longissima
Eumolpe longissima är en ringmaskart som beskrevs av Henri Marie Ducrotay de Blainville 1828. Eumolpe longissima ingår i släktet Eumolpe och familjen Acoetidae. Inga underarter finns listade i Catalogue of Life.